# Spatacsin
Spatacsin (engl. auch Spastic paraplegia 11 protein, kurz SPG11) ist ein Protein. Es wird vom SPG11-Gen’ codiert, das beim Menschen auf Chromosom 15 (15q21.1) lokalisiert ist. Spatacsin wird im Nervensystem gebildet, insbesondere im Kleinhirn, in der Großhirnrinde und im Hippocampus. Die Funktion des Proteins ist noch unklar.
Mehrere Mutationen des SPG11-Gens sind bekannt. Sie führen zu einer Unterform der hereditären spastischen Paraplegien, der autosomal-rezessiv vererbten spastischen Paraplegie 11 (SPG11).